# Giełczyn (powiat moniecki)
Giełczyn – wieś w Polsce położona w województwie podlaskim, w powiecie monieckim, w gminie Trzcianne. Wieś leży w widłach rzek Narwi i Biebrzy. W latach 1975–1998 miejscowość należała administracyjnie do województwa białostockiego.
wieś jest siedzibą rzymskokatolickiej parafii Nawiedzenia Najświętszej Maryi Panny.

## Części wsi
| SIMC    | Nazwa      | Rodzaj    |
| ------- | ---------- | --------- |
| 0408899 | Gać        | część wsi |
| 0408907 | Kołodzieje | część wsi |
| 0991611 | Zajeziorne | część wsi |

## Historia
W okolicach znajduje się Kępa Giełczyńska. Dawniej mała wyspa na bagnach, obecnie wzniesienie porośnięte drzewostanem. 
W XIX w. dwór hrabiego Ludwika de Fleury, gdzie Maria Skłodowska-Curie jako gimnazjalistka spędziła wakacje. 
W 1874 r. Zygmunt Gloger pisał: "W widłach Narwi i Biebrzy, gdzie na małem wzgórzu znajduje się nowożytny dworzec z wieżyczkami, naśladującemi stary styl francuski gościnny dom państwa de Fleury i ogród właściciela Kępy Giełczyńskiej znajdowała się także w czasie kultu krzemienia jakaś znaczna osada. Przez troskliwe zbieranie wszystkich przedmiotów starożytnych, znajdowanych tu w ogrodzie, w otoczeniu dworskiem i na drodze pobliskiej, hr. de Fleury utworzył małe muzeum, w którem nie brakuje żadnego typu narzędzi krzemiennych”. 

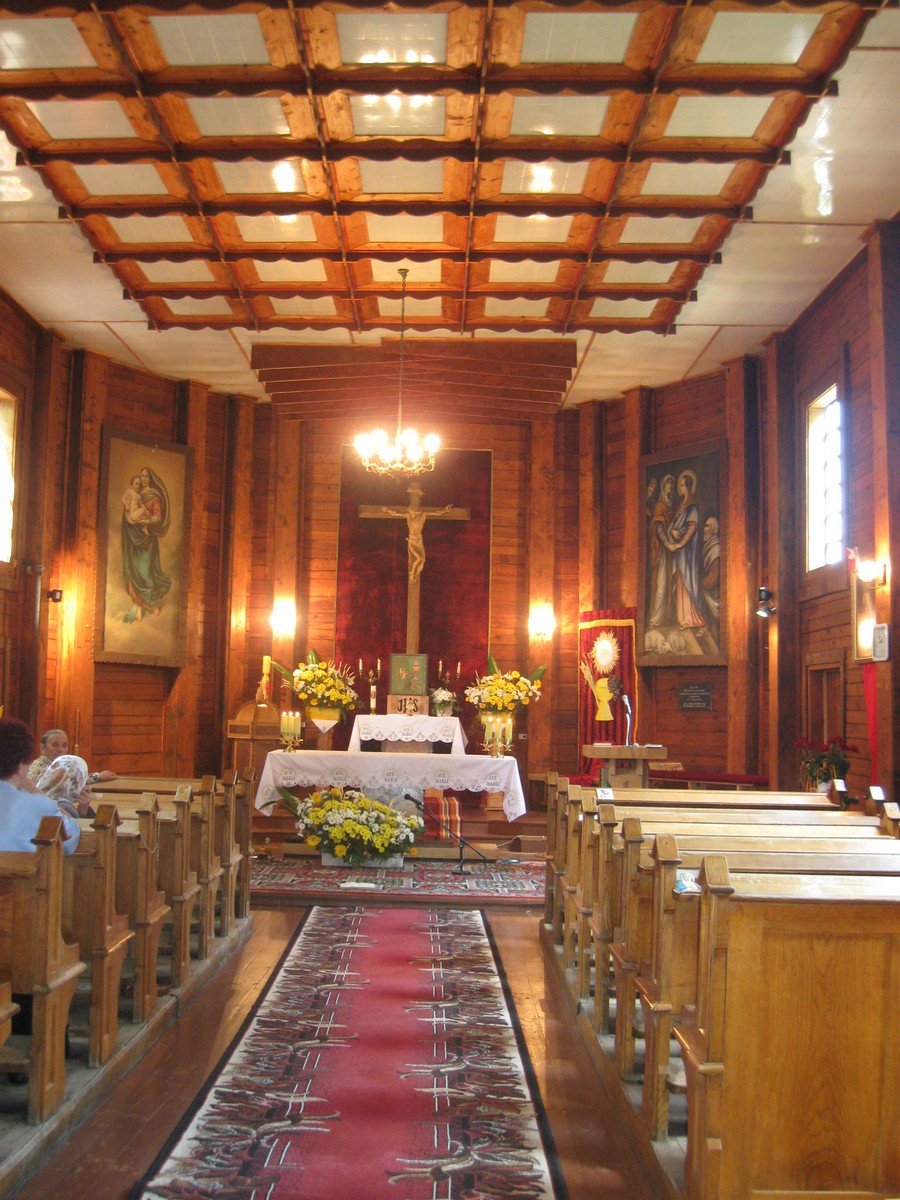
Wnętrze kościółka